# Söderbärke
Söderbarke is een plaats in de gemeente Smedjebacken in het landschap Dalarna en de provincie Dalarnas län in Zweden. De plaats heeft 939 inwoners (2005) en een oppervlakte van 208 hectare.

## Verkeer en vervoer
Bij de plaats loopt de Riksväg 66.
De plaats heeft een station aan de spoorlijn Kolbäck - Ludvika.